# 万奈摩宁

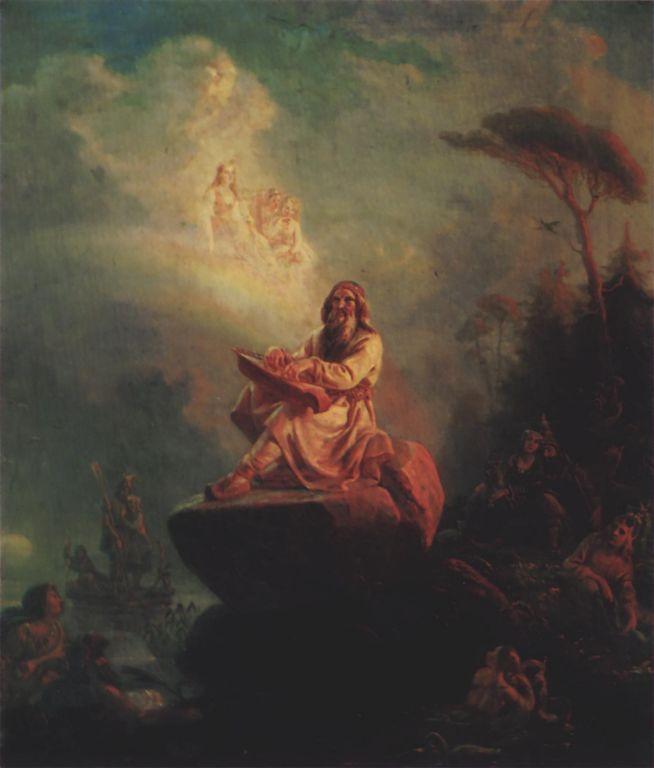
R.W. 埃克曼（R.W. Ekman）：万奈摩宁

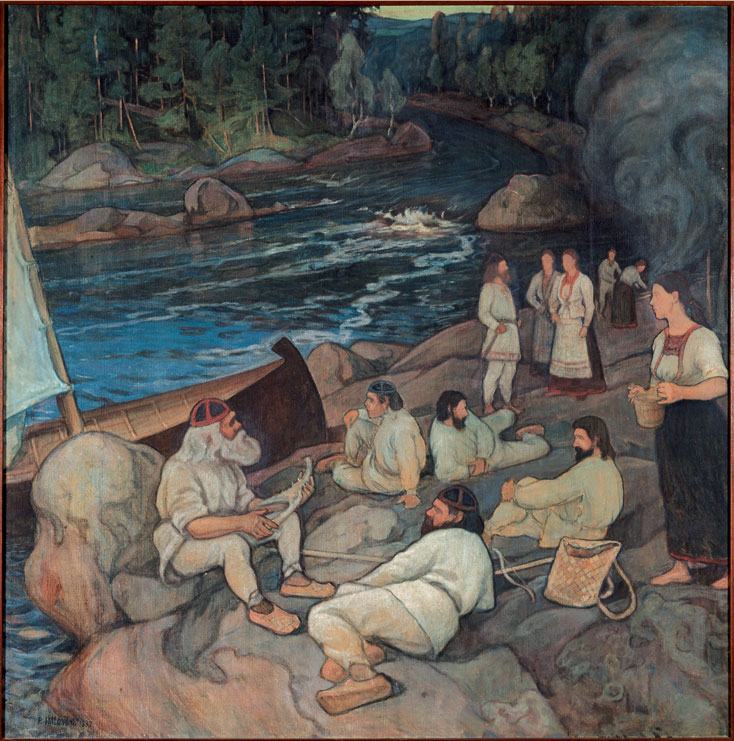
《万奈摩宁的弹唱》，由佩卡·哈洛宁所创作的油画。

万奈摩宁（芬蘭語：Väinämöinen），是芬兰民间传说的中心人物和芬兰民族史诗《卡勒瓦拉》的主角。万奈摩宁被描述为一名年老而充满智慧的人，并拥有强大且有魔力的声音。

## 在芬兰神话中
有关万奈摩宁的文学形象最早出现在芬兰宗教改革家米卡埃尔·阿格里科拉于1551年编写的塔瓦斯蒂亚（Tavastia）诸神录中。米卡埃尔·阿格里科拉与其他的作者将万奈摩宁描述为诗歌之神。在许多故事中万奈摩宁是世界诞生时的中心形象。在《卡勒瓦拉》的开篇中，便讲述了万奈摩宁在创世神话中的出生。这篇神话呈现了创世时的从混沌到混元，以及万物诞生等元素。
一开始，只有最初的水和天空。天空有个女儿叫做伊尔玛达尔。一天，伊尔玛达尔为了寻找一处休息之地进入了水中，她在那里漂游了700年。直到她注意到有一只美丽的鸟也在寻找休息之地，她便朝向那只鸟弓起膝盖，那只鸟便停在她的膝盖上。之后，那只鸟产下了6只黄金蛋与1只铁蛋。当那只鸟在孵蛋时，伊尔玛达尔的膝盖变得越来越热。终于，她被烫得不得不抽动她的腿，这一举动使那些蛋跌落并摔碎至水中。一片蛋壳的较低之处形成了陆地，较高之处形成了天空，蛋白变成了月亮与群星，而蛋黄则成为了太阳。
后来，伊尔玛达尔又花了几百年的时间漂浮在水上，赞赏着这些碎蛋的神奇力量。直到有一天，她无法抵御内心对继续创造万物的强烈欲望，她的脚印成为了鱼生存的水塘，她仅用手指便构建了大地的轮廓。她即是如此创造万物。某一天，伊尔玛达尔生下了万奈摩宁，他是第一个人，他的父亲是大海。万奈摩宁到处漂游直到他发现了土地，但是这块土地是如此贫瘠，他便向天空中的大熊座寻求帮助。随即一个男孩带着种子送给了万奈摩宁，并在大地播种了植物。
在18世纪芬兰学者克里斯特弗里德·加南德整理的民间传说中，万奈摩宁是卡勒瓦的儿子，是伊尔玛利宁的兄弟。

## 在《卡勒瓦拉》中

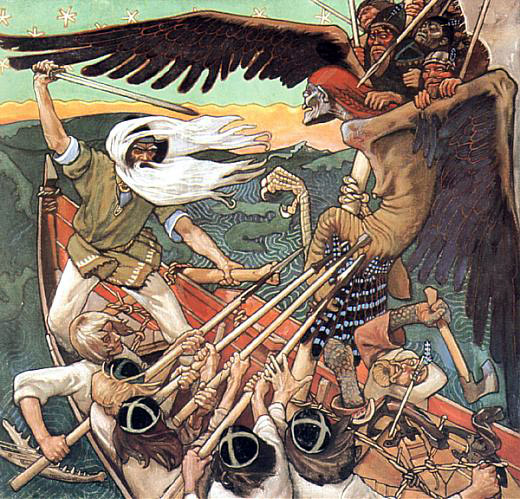
卡勒瓦拉插图，由阿克塞利·加伦-卡勒拉于1896年创作。描绘了万奈摩宁用剑抵御前来抢夺三宝磨的娄希。

在19世纪，一些民俗学家，包括著名的《卡勒瓦拉》编纂者埃利亚斯·伦罗特，对万奈摩宁的神话背景提出了不同的观点，他们宣称万奈摩宁是一位古代的英雄，或是一名有影响力的萨满巫师，其生活的年代大概在公元9世纪。 
在去除了万奈摩宁完全神一般的特性之后，伦罗特将万奈摩宁描述为最初女神伊尔玛达尔之子，而伊尔玛达尔是伦罗特自己创作出来的。在这个故事里，伊尔玛达尔在海上漂游时遇见了一只鸭子，这只鸭子在她的膝盖上产下了蛋。万奈摩宁出生时就有数个世纪的智慧，因为当他的母亲四处漂游和大地形成时，他在母亲的子宫里待了730年。在向太阳，月亮和大熊（指大熊星座）祈祷之后，他终于能离开母亲的子宫并跳入水中。
万奈摩宁被描述为「永恒的吟游诗人」，他尽力给混乱带来秩序并建立了卡勒瓦拉的土地，并在卡勒瓦拉遇到了许多事。万奈摩宁在寻求妻子的过程中接触到了北方邻国波赫约拉。尽管波赫约拉一开始对万奈摩宁是友好的，但是这个黑暗且具有威胁性的国家逐渐呈现敌意。这次冲突以伊尔玛利宁制造的魔法宝物三宝磨的诞生与被窃告终，在接下来重夺三宝磨的一系列任务中，最终的一场战斗导致三宝磨裂开，碎片散落在世界未知的部分。
万奈摩宁利用歌唱使冲动的尤卡海宁陷入沼泽时也展示出了他具有魔力的声音。万奈摩宁还战胜了一只巨型梭子鱼并用它的颚骨制作出了具有魔力的康特勒琴。

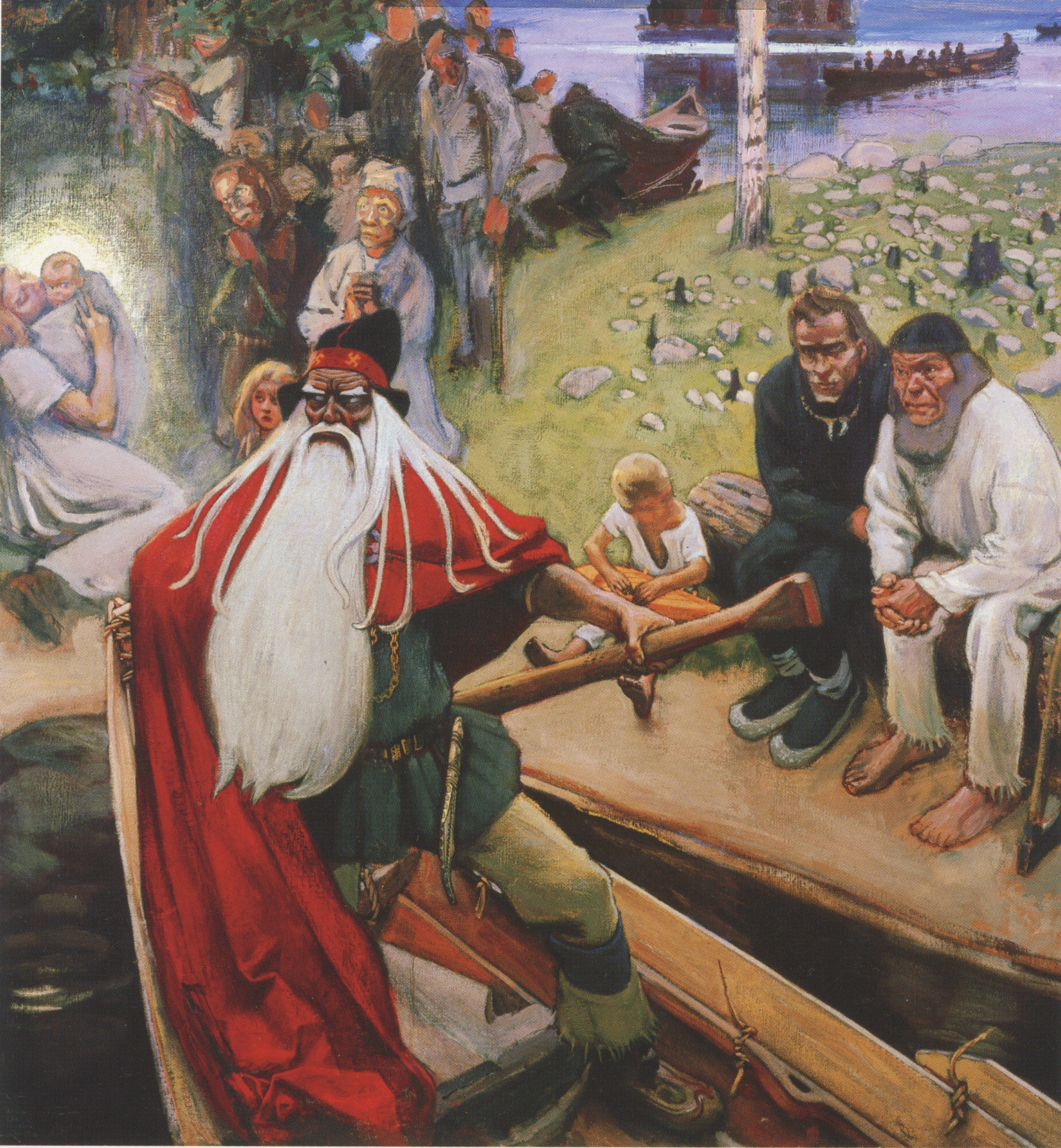
阿克塞利·加伦-卡勒拉: 万奈摩宁的离开

万奈摩宁的过度骄傲似乎导致了他的结局。在《卡勒瓦拉》中，第50首暨最后一首诗讲述了处女玛丽雅达的故事。她在吃下一只浆果后怀孕，并生下了一名男孩。这个孩子被送往万奈摩宁做检查和判决。万奈摩宁的裁定是如此奇怪出生的婴儿应该被处死。作为回答，这个仅仅2个星期大的婴儿，竟责骂万奈摩宁的罪恶，比如任由尤卡海宁的妹妹处女爱诺投水自尽。在这之后，这个婴儿受洗并被命名为卡勒瓦拉之王。在被打败之后，万奈摩宁走到了海边，用歌唱招来一艘铜船，并起航离开凡界。在万奈摩宁留下的最后一席话中，他承诺当人们再次需要他的手艺和力量时，他将在那时归来。与主题对应，第50首诗反映了基督教来到了芬兰以及接下来古老的异教信仰的消失。这是许多史诗的常见主题，就像亚瑟王传奇中，亚瑟王在前往阿瓦隆时留下了一个相似的承诺。同样地，耶穌再临也回响着这一主题。

## 在其他文化中
在爱沙尼亚民族史诗《卡列维波埃格》中，英雄维纳缪（Vanemuine）与万奈摩宁相似。在相邻的斯堪的纳维亚，奥丁神与万奈摩宁有很多相同的特质，例如与魔法和诗歌的联系。

## 在流行文化中

### 文學
- 在许多奇幻文学作品中都可以发现一些法师与万奈摩宁的相似之处，他们都具有神圣的超凡之体，具有非比寻常的知识，而且精力充沛，年老且留着长须。最先提及的是J·R·R·托尔金的著作中的角色甘道夫。另一位在托尔金小说中出现的法师白袍萨鲁曼，因其具有充满力量的声音和强大的说服力，在某种程度上也呈现了万奈摩宁的形象（万奈摩宁可以用他的歌与康特勒琴迷住森林里的所有生物）。托尔金曾指出他创作的图林·图伦拔一系列故事是《卡勒瓦拉》中库勒沃。甘道夫与万奈摩宁的相似之处也许是有意无意间出现的，但后来其他的奇幻文学作者借鉴了托尔金的著作，也继承了这种相似性。
- 在美国科幻作家琼·D·温奇（英语：Joan D. Vinge）的小说《夏之女王（英语：The Summer Queen）》中有三名角色被命名为万奈摩宁，伊尔玛利宁和库勒沃。这些角色并不是芬兰传说中的人物，但是作者也许受到了他们的启发。此書是琼·D·温奇获得雨果奖的《雪之女王（英语：The Snow Queen (Vinge novel)）》的续篇。
- 凱文·赫恩的著作鋼鐵德魯伊中有提及。

### 繪畫
- 在艺术创作中（例如阿克塞利·加伦-卡勒拉的绘画），万奈摩宁被描绘为一位具有白色长须的老人，这也是在奇幻文学中法师的常见形象。

### 音乐
- 在音乐中，芬兰民谣金属乐队 Ensiferum 创作了一组关于万奈摩宁的歌曲，和。在他们的歌曲中也有提及万奈摩宁，可见于歌词「谁能用梭子鱼之颚塑康特勒琴之形，一如当年圣人之举？」

### 漫画
- 在芬兰卡通作者彼得里·希尔图宁（英语：Petri Hiltunen）的连载漫画《万奈摩宁归来》（芬蘭語：Väinämöisen paluu）中，万奈摩宁从千年流放中回到现代芬兰，并对现代的生活方式作出幽默的评论。
- 在网络漫画的一章《爱死她了》（Love Her to Death）的故事情节里， 死后来到了诸神的居住地。其中便有万奈摩宁，他抱怨说只能通过弹电康特勒琴来获得女人的芳心。
- 在唐·罗萨创作的《史高治叔叔》漫画系列其中一期《探寻卡勒瓦拉》中，万奈摩宁帮助史高治和他的伙伴们重新组装三宝磨（一种可以从稀薄空气制造黄金的神奇之磨），他在回到卡勒瓦拉时带走了三宝磨，并给史高治留下了磨的把手作为纪念物。
- 在日本漫画《黑塔利亚》（日语：ヘタリア Axis Powers）中，蒂诺·万奈摩宁（Tino Väinämöinen）作为芬兰的人物化形象，其名字即是来自万奈摩宁。